# Hermanis Matisons
Hermanis Matisons (1894 – 1932), també anomenat Herman Mattison, fou un jugador d'escacs letó d'ètnia jueva, un dels mestres d'escacs de més renom al principi de la dècada del 1930. Va ser també un destacat compositor de finals. Va aprendre a jugar a escacs als 7 anys, i als 10 va començar a estudiar-los seriosament. Va morir de tuberculosi als 37 anys.
|  |

## Resultats destacats en competició
El 1924, Matisons va guanyar el primer Campionat d'escacs de Letònia i més tard el mateix any va assolir el títol de Campió del Món Amateur en quedar per davant de Max Euwe i Edgard Colle en la I Olimpíada d'Escacs no oficial celebrada a París coincidint amb el Jocs Olímpics d'Estiu (de la VIII Olimpíada).
El 1926 va participar en el torneig individual de mestres 1st FIDE Masters de la II Olimpíada d'escacs no oficial, on assolí el novè lloc (quedà campió Ernst Grünfeld). El 1928 va participar en el II Campionat del Món Amateur jugat durant la II Olimpíada d'escacs, a L'Haia, on acabà en tercer lloc, rere Max Euwe i Dawid Przepiórka.
El 1929 participà en el gran Torneig de Carlsbad, on hi eren presents gran part dels millors jugadors del món, (amb les úniques excepcions d'Alekhin i Emanuel Lasker). Matisons hi va fer la meitat dels punts, (+7 =7 -1), però va vèncer-hi campions com Tartakower, Maroczy, Colle i Sämisch (el torneig el guanyà Nimzowitsch davant de Capablanca i Spielmann).
Va defensar el primer tauler de Letònia a la IV Olimpíada d'Escacs (a Praga, 1931) i hi va guanyar Rubinstein i Alekhin, el vigent Campió del món.

## Partides notables
El 1913 va derrotar el futur Campió del Món José Raúl Capablanca en una simultània al cercle d'escacs de Riga.
|   | a | b | c | d | e | f | g | h |   |
| 8 | b7 negres peó · f7 negres peó · h7 negres rei · h6 negres peó · a5 blanques peó · f5 negres peó · d3 negres peó · f2 blanques rei · g2 blanques peó · h2 blanques peó | b7 negres peó · f7 negres peó · h7 negres rei · h6 negres peó · a5 blanques peó · f5 negres peó · d3 negres peó · f2 blanques rei · g2 blanques peó · h2 blanques peó | b7 negres peó · f7 negres peó · h7 negres rei · h6 negres peó · a5 blanques peó · f5 negres peó · d3 negres peó · f2 blanques rei · g2 blanques peó · h2 blanques peó | b7 negres peó · f7 negres peó · h7 negres rei · h6 negres peó · a5 blanques peó · f5 negres peó · d3 negres peó · f2 blanques rei · g2 blanques peó · h2 blanques peó | b7 negres peó · f7 negres peó · h7 negres rei · h6 negres peó · a5 blanques peó · f5 negres peó · d3 negres peó · f2 blanques rei · g2 blanques peó · h2 blanques peó | b7 negres peó · f7 negres peó · h7 negres rei · h6 negres peó · a5 blanques peó · f5 negres peó · d3 negres peó · f2 blanques rei · g2 blanques peó · h2 blanques peó | b7 negres peó · f7 negres peó · h7 negres rei · h6 negres peó · a5 blanques peó · f5 negres peó · d3 negres peó · f2 blanques rei · g2 blanques peó · h2 blanques peó | b7 negres peó · f7 negres peó · h7 negres rei · h6 negres peó · a5 blanques peó · f5 negres peó · d3 negres peó · f2 blanques rei · g2 blanques peó · h2 blanques peó | 8 |
| 7 | b7 negres peó · f7 negres peó · h7 negres rei · h6 negres peó · a5 blanques peó · f5 negres peó · d3 negres peó · f2 blanques rei · g2 blanques peó · h2 blanques peó | b7 negres peó · f7 negres peó · h7 negres rei · h6 negres peó · a5 blanques peó · f5 negres peó · d3 negres peó · f2 blanques rei · g2 blanques peó · h2 blanques peó | b7 negres peó · f7 negres peó · h7 negres rei · h6 negres peó · a5 blanques peó · f5 negres peó · d3 negres peó · f2 blanques rei · g2 blanques peó · h2 blanques peó | b7 negres peó · f7 negres peó · h7 negres rei · h6 negres peó · a5 blanques peó · f5 negres peó · d3 negres peó · f2 blanques rei · g2 blanques peó · h2 blanques peó | b7 negres peó · f7 negres peó · h7 negres rei · h6 negres peó · a5 blanques peó · f5 negres peó · d3 negres peó · f2 blanques rei · g2 blanques peó · h2 blanques peó | b7 negres peó · f7 negres peó · h7 negres rei · h6 negres peó · a5 blanques peó · f5 negres peó · d3 negres peó · f2 blanques rei · g2 blanques peó · h2 blanques peó | b7 negres peó · f7 negres peó · h7 negres rei · h6 negres peó · a5 blanques peó · f5 negres peó · d3 negres peó · f2 blanques rei · g2 blanques peó · h2 blanques peó | b7 negres peó · f7 negres peó · h7 negres rei · h6 negres peó · a5 blanques peó · f5 negres peó · d3 negres peó · f2 blanques rei · g2 blanques peó · h2 blanques peó | 7 |
| 6 | b7 negres peó · f7 negres peó · h7 negres rei · h6 negres peó · a5 blanques peó · f5 negres peó · d3 negres peó · f2 blanques rei · g2 blanques peó · h2 blanques peó | b7 negres peó · f7 negres peó · h7 negres rei · h6 negres peó · a5 blanques peó · f5 negres peó · d3 negres peó · f2 blanques rei · g2 blanques peó · h2 blanques peó | b7 negres peó · f7 negres peó · h7 negres rei · h6 negres peó · a5 blanques peó · f5 negres peó · d3 negres peó · f2 blanques rei · g2 blanques peó · h2 blanques peó | b7 negres peó · f7 negres peó · h7 negres rei · h6 negres peó · a5 blanques peó · f5 negres peó · d3 negres peó · f2 blanques rei · g2 blanques peó · h2 blanques peó | b7 negres peó · f7 negres peó · h7 negres rei · h6 negres peó · a5 blanques peó · f5 negres peó · d3 negres peó · f2 blanques rei · g2 blanques peó · h2 blanques peó | b7 negres peó · f7 negres peó · h7 negres rei · h6 negres peó · a5 blanques peó · f5 negres peó · d3 negres peó · f2 blanques rei · g2 blanques peó · h2 blanques peó | b7 negres peó · f7 negres peó · h7 negres rei · h6 negres peó · a5 blanques peó · f5 negres peó · d3 negres peó · f2 blanques rei · g2 blanques peó · h2 blanques peó | b7 negres peó · f7 negres peó · h7 negres rei · h6 negres peó · a5 blanques peó · f5 negres peó · d3 negres peó · f2 blanques rei · g2 blanques peó · h2 blanques peó | 6 |
| 5 | b7 negres peó · f7 negres peó · h7 negres rei · h6 negres peó · a5 blanques peó · f5 negres peó · d3 negres peó · f2 blanques rei · g2 blanques peó · h2 blanques peó | b7 negres peó · f7 negres peó · h7 negres rei · h6 negres peó · a5 blanques peó · f5 negres peó · d3 negres peó · f2 blanques rei · g2 blanques peó · h2 blanques peó | b7 negres peó · f7 negres peó · h7 negres rei · h6 negres peó · a5 blanques peó · f5 negres peó · d3 negres peó · f2 blanques rei · g2 blanques peó · h2 blanques peó | b7 negres peó · f7 negres peó · h7 negres rei · h6 negres peó · a5 blanques peó · f5 negres peó · d3 negres peó · f2 blanques rei · g2 blanques peó · h2 blanques peó | b7 negres peó · f7 negres peó · h7 negres rei · h6 negres peó · a5 blanques peó · f5 negres peó · d3 negres peó · f2 blanques rei · g2 blanques peó · h2 blanques peó | b7 negres peó · f7 negres peó · h7 negres rei · h6 negres peó · a5 blanques peó · f5 negres peó · d3 negres peó · f2 blanques rei · g2 blanques peó · h2 blanques peó | b7 negres peó · f7 negres peó · h7 negres rei · h6 negres peó · a5 blanques peó · f5 negres peó · d3 negres peó · f2 blanques rei · g2 blanques peó · h2 blanques peó | b7 negres peó · f7 negres peó · h7 negres rei · h6 negres peó · a5 blanques peó · f5 negres peó · d3 negres peó · f2 blanques rei · g2 blanques peó · h2 blanques peó | 5 |
| 4 | b7 negres peó · f7 negres peó · h7 negres rei · h6 negres peó · a5 blanques peó · f5 negres peó · d3 negres peó · f2 blanques rei · g2 blanques peó · h2 blanques peó | b7 negres peó · f7 negres peó · h7 negres rei · h6 negres peó · a5 blanques peó · f5 negres peó · d3 negres peó · f2 blanques rei · g2 blanques peó · h2 blanques peó | b7 negres peó · f7 negres peó · h7 negres rei · h6 negres peó · a5 blanques peó · f5 negres peó · d3 negres peó · f2 blanques rei · g2 blanques peó · h2 blanques peó | b7 negres peó · f7 negres peó · h7 negres rei · h6 negres peó · a5 blanques peó · f5 negres peó · d3 negres peó · f2 blanques rei · g2 blanques peó · h2 blanques peó | b7 negres peó · f7 negres peó · h7 negres rei · h6 negres peó · a5 blanques peó · f5 negres peó · d3 negres peó · f2 blanques rei · g2 blanques peó · h2 blanques peó | b7 negres peó · f7 negres peó · h7 negres rei · h6 negres peó · a5 blanques peó · f5 negres peó · d3 negres peó · f2 blanques rei · g2 blanques peó · h2 blanques peó | b7 negres peó · f7 negres peó · h7 negres rei · h6 negres peó · a5 blanques peó · f5 negres peó · d3 negres peó · f2 blanques rei · g2 blanques peó · h2 blanques peó | b7 negres peó · f7 negres peó · h7 negres rei · h6 negres peó · a5 blanques peó · f5 negres peó · d3 negres peó · f2 blanques rei · g2 blanques peó · h2 blanques peó | 4 |
| 3 | b7 negres peó · f7 negres peó · h7 negres rei · h6 negres peó · a5 blanques peó · f5 negres peó · d3 negres peó · f2 blanques rei · g2 blanques peó · h2 blanques peó | b7 negres peó · f7 negres peó · h7 negres rei · h6 negres peó · a5 blanques peó · f5 negres peó · d3 negres peó · f2 blanques rei · g2 blanques peó · h2 blanques peó | b7 negres peó · f7 negres peó · h7 negres rei · h6 negres peó · a5 blanques peó · f5 negres peó · d3 negres peó · f2 blanques rei · g2 blanques peó · h2 blanques peó | b7 negres peó · f7 negres peó · h7 negres rei · h6 negres peó · a5 blanques peó · f5 negres peó · d3 negres peó · f2 blanques rei · g2 blanques peó · h2 blanques peó | b7 negres peó · f7 negres peó · h7 negres rei · h6 negres peó · a5 blanques peó · f5 negres peó · d3 negres peó · f2 blanques rei · g2 blanques peó · h2 blanques peó | b7 negres peó · f7 negres peó · h7 negres rei · h6 negres peó · a5 blanques peó · f5 negres peó · d3 negres peó · f2 blanques rei · g2 blanques peó · h2 blanques peó | b7 negres peó · f7 negres peó · h7 negres rei · h6 negres peó · a5 blanques peó · f5 negres peó · d3 negres peó · f2 blanques rei · g2 blanques peó · h2 blanques peó | b7 negres peó · f7 negres peó · h7 negres rei · h6 negres peó · a5 blanques peó · f5 negres peó · d3 negres peó · f2 blanques rei · g2 blanques peó · h2 blanques peó | 3 |
| 2 | b7 negres peó · f7 negres peó · h7 negres rei · h6 negres peó · a5 blanques peó · f5 negres peó · d3 negres peó · f2 blanques rei · g2 blanques peó · h2 blanques peó | b7 negres peó · f7 negres peó · h7 negres rei · h6 negres peó · a5 blanques peó · f5 negres peó · d3 negres peó · f2 blanques rei · g2 blanques peó · h2 blanques peó | b7 negres peó · f7 negres peó · h7 negres rei · h6 negres peó · a5 blanques peó · f5 negres peó · d3 negres peó · f2 blanques rei · g2 blanques peó · h2 blanques peó | b7 negres peó · f7 negres peó · h7 negres rei · h6 negres peó · a5 blanques peó · f5 negres peó · d3 negres peó · f2 blanques rei · g2 blanques peó · h2 blanques peó | b7 negres peó · f7 negres peó · h7 negres rei · h6 negres peó · a5 blanques peó · f5 negres peó · d3 negres peó · f2 blanques rei · g2 blanques peó · h2 blanques peó | b7 negres peó · f7 negres peó · h7 negres rei · h6 negres peó · a5 blanques peó · f5 negres peó · d3 negres peó · f2 blanques rei · g2 blanques peó · h2 blanques peó | b7 negres peó · f7 negres peó · h7 negres rei · h6 negres peó · a5 blanques peó · f5 negres peó · d3 negres peó · f2 blanques rei · g2 blanques peó · h2 blanques peó | b7 negres peó · f7 negres peó · h7 negres rei · h6 negres peó · a5 blanques peó · f5 negres peó · d3 negres peó · f2 blanques rei · g2 blanques peó · h2 blanques peó | 2 |
| 1 | b7 negres peó · f7 negres peó · h7 negres rei · h6 negres peó · a5 blanques peó · f5 negres peó · d3 negres peó · f2 blanques rei · g2 blanques peó · h2 blanques peó | b7 negres peó · f7 negres peó · h7 negres rei · h6 negres peó · a5 blanques peó · f5 negres peó · d3 negres peó · f2 blanques rei · g2 blanques peó · h2 blanques peó | b7 negres peó · f7 negres peó · h7 negres rei · h6 negres peó · a5 blanques peó · f5 negres peó · d3 negres peó · f2 blanques rei · g2 blanques peó · h2 blanques peó | b7 negres peó · f7 negres peó · h7 negres rei · h6 negres peó · a5 blanques peó · f5 negres peó · d3 negres peó · f2 blanques rei · g2 blanques peó · h2 blanques peó | b7 negres peó · f7 negres peó · h7 negres rei · h6 negres peó · a5 blanques peó · f5 negres peó · d3 negres peó · f2 blanques rei · g2 blanques peó · h2 blanques peó | b7 negres peó · f7 negres peó · h7 negres rei · h6 negres peó · a5 blanques peó · f5 negres peó · d3 negres peó · f2 blanques rei · g2 blanques peó · h2 blanques peó | b7 negres peó · f7 negres peó · h7 negres rei · h6 negres peó · a5 blanques peó · f5 negres peó · d3 negres peó · f2 blanques rei · g2 blanques peó · h2 blanques peó | b7 negres peó · f7 negres peó · h7 negres rei · h6 negres peó · a5 blanques peó · f5 negres peó · d3 negres peó · f2 blanques rei · g2 blanques peó · h2 blanques peó | 1 |
|   | a | b | c | d | e | f | g | h |   |

Capablanca–Matisons, Riga 1913. 

1. e4 e5 2. Cf3 Cc6 3. Ab5 Cf6 0-0 Ae7 5. Cc3 d6 6. d4 exd4 7. Cxd4 Ad7 8. Cde2 0-0 9. Cg3 Te8 10.Te1 Af8 11. Ag5 h6 12. Axf6 Dxf6 13. Cd5 Dd8 14. Dh5 g6 15. Dd1 Ag7 16. c3 Ce5 17. Axd7 Cxd7 18. f4 c6 19. Ce3 Cc5 20. Cc4 d5 21.exd5 Txe1+ 22. Dxe1 cxd5 23. Ce5 Db6 24. Df2 Te8 25. Cf3 Db5 26. Te1 Cd3 27. Txe8+ Dxe8 28. Dd2 Db5 29. b4 Db6+ 30. Rf1 Db5 31. Ce2 a5 32. bxa5? Db1+ 33. Ce1 Cxe1 34. Dxe1 Dxa2 35. Cd4 Axd4 36. cxd4 Dc4+ 37. Rf2 Dxd4+ 38. De3 Db2+ 39. Rg3 d4 40.De8+ Rg7 41. De5+ Rh7 42. f5 Db3+ 43. Rg4 Dd1+ 44. Rh4 Dh5+ 45. Rg3 d3 46. Dd5 Dxf5 47. Dxf5 gxf5 48. Rf2  (vegeu el diagrama)
El final és favorable per al negre, però requereix un joc molt precís, especialment considerant la virtuositat de Capablanca en aquesta fase de les partides. 

 48. ...f4! 49. Re1 Rg6 50. Rd2 Rf5 51. Rxd3 Rg4 52. Rc4 h5 53. Rb5 h4 54. Rb6 h3 55. gxh3+ Rxh3 56. Rxb7 f3 57. a6 f2 58. a7 f1=D  i el blanc va abandonar. D'aquesta partida se'n pot extrapolar la gran mestria de Matisons en els finals.

## Compositor d'estudis
Tot i que era un fort jugador sobre el tauler, Matisons fou també un gran compositor d'estudis. En va compondre una seixantena, tots d'alta qualitat. Va guanyar diversos premis en concursos de composició. Compongué també alguns problemes de mat en dues jugades. Tartakower el va definir com al "Campió del món de la composició".
El següent estudi és característic del seu estil. Preferia prosicions aparentment simples, amb solucions hàbilment ocultes.
|   | a | b | c | d | e | f | g | h |   |
| 8 | f8 blanques torre · h6 blanques peó · a5 negres peó · g4 blanques peó · f3 blanques rei · h3 negres alfil · b2 negres rei · c2 blanques peó · e1 negres torre | f8 blanques torre · h6 blanques peó · a5 negres peó · g4 blanques peó · f3 blanques rei · h3 negres alfil · b2 negres rei · c2 blanques peó · e1 negres torre | f8 blanques torre · h6 blanques peó · a5 negres peó · g4 blanques peó · f3 blanques rei · h3 negres alfil · b2 negres rei · c2 blanques peó · e1 negres torre | f8 blanques torre · h6 blanques peó · a5 negres peó · g4 blanques peó · f3 blanques rei · h3 negres alfil · b2 negres rei · c2 blanques peó · e1 negres torre | f8 blanques torre · h6 blanques peó · a5 negres peó · g4 blanques peó · f3 blanques rei · h3 negres alfil · b2 negres rei · c2 blanques peó · e1 negres torre | f8 blanques torre · h6 blanques peó · a5 negres peó · g4 blanques peó · f3 blanques rei · h3 negres alfil · b2 negres rei · c2 blanques peó · e1 negres torre | f8 blanques torre · h6 blanques peó · a5 negres peó · g4 blanques peó · f3 blanques rei · h3 negres alfil · b2 negres rei · c2 blanques peó · e1 negres torre | f8 blanques torre · h6 blanques peó · a5 negres peó · g4 blanques peó · f3 blanques rei · h3 negres alfil · b2 negres rei · c2 blanques peó · e1 negres torre | 8 |
| 7 | f8 blanques torre · h6 blanques peó · a5 negres peó · g4 blanques peó · f3 blanques rei · h3 negres alfil · b2 negres rei · c2 blanques peó · e1 negres torre | f8 blanques torre · h6 blanques peó · a5 negres peó · g4 blanques peó · f3 blanques rei · h3 negres alfil · b2 negres rei · c2 blanques peó · e1 negres torre | f8 blanques torre · h6 blanques peó · a5 negres peó · g4 blanques peó · f3 blanques rei · h3 negres alfil · b2 negres rei · c2 blanques peó · e1 negres torre | f8 blanques torre · h6 blanques peó · a5 negres peó · g4 blanques peó · f3 blanques rei · h3 negres alfil · b2 negres rei · c2 blanques peó · e1 negres torre | f8 blanques torre · h6 blanques peó · a5 negres peó · g4 blanques peó · f3 blanques rei · h3 negres alfil · b2 negres rei · c2 blanques peó · e1 negres torre | f8 blanques torre · h6 blanques peó · a5 negres peó · g4 blanques peó · f3 blanques rei · h3 negres alfil · b2 negres rei · c2 blanques peó · e1 negres torre | f8 blanques torre · h6 blanques peó · a5 negres peó · g4 blanques peó · f3 blanques rei · h3 negres alfil · b2 negres rei · c2 blanques peó · e1 negres torre | f8 blanques torre · h6 blanques peó · a5 negres peó · g4 blanques peó · f3 blanques rei · h3 negres alfil · b2 negres rei · c2 blanques peó · e1 negres torre | 7 |
| 6 | f8 blanques torre · h6 blanques peó · a5 negres peó · g4 blanques peó · f3 blanques rei · h3 negres alfil · b2 negres rei · c2 blanques peó · e1 negres torre | f8 blanques torre · h6 blanques peó · a5 negres peó · g4 blanques peó · f3 blanques rei · h3 negres alfil · b2 negres rei · c2 blanques peó · e1 negres torre | f8 blanques torre · h6 blanques peó · a5 negres peó · g4 blanques peó · f3 blanques rei · h3 negres alfil · b2 negres rei · c2 blanques peó · e1 negres torre | f8 blanques torre · h6 blanques peó · a5 negres peó · g4 blanques peó · f3 blanques rei · h3 negres alfil · b2 negres rei · c2 blanques peó · e1 negres torre | f8 blanques torre · h6 blanques peó · a5 negres peó · g4 blanques peó · f3 blanques rei · h3 negres alfil · b2 negres rei · c2 blanques peó · e1 negres torre | f8 blanques torre · h6 blanques peó · a5 negres peó · g4 blanques peó · f3 blanques rei · h3 negres alfil · b2 negres rei · c2 blanques peó · e1 negres torre | f8 blanques torre · h6 blanques peó · a5 negres peó · g4 blanques peó · f3 blanques rei · h3 negres alfil · b2 negres rei · c2 blanques peó · e1 negres torre | f8 blanques torre · h6 blanques peó · a5 negres peó · g4 blanques peó · f3 blanques rei · h3 negres alfil · b2 negres rei · c2 blanques peó · e1 negres torre | 6 |
| 5 | f8 blanques torre · h6 blanques peó · a5 negres peó · g4 blanques peó · f3 blanques rei · h3 negres alfil · b2 negres rei · c2 blanques peó · e1 negres torre | f8 blanques torre · h6 blanques peó · a5 negres peó · g4 blanques peó · f3 blanques rei · h3 negres alfil · b2 negres rei · c2 blanques peó · e1 negres torre | f8 blanques torre · h6 blanques peó · a5 negres peó · g4 blanques peó · f3 blanques rei · h3 negres alfil · b2 negres rei · c2 blanques peó · e1 negres torre | f8 blanques torre · h6 blanques peó · a5 negres peó · g4 blanques peó · f3 blanques rei · h3 negres alfil · b2 negres rei · c2 blanques peó · e1 negres torre | f8 blanques torre · h6 blanques peó · a5 negres peó · g4 blanques peó · f3 blanques rei · h3 negres alfil · b2 negres rei · c2 blanques peó · e1 negres torre | f8 blanques torre · h6 blanques peó · a5 negres peó · g4 blanques peó · f3 blanques rei · h3 negres alfil · b2 negres rei · c2 blanques peó · e1 negres torre | f8 blanques torre · h6 blanques peó · a5 negres peó · g4 blanques peó · f3 blanques rei · h3 negres alfil · b2 negres rei · c2 blanques peó · e1 negres torre | f8 blanques torre · h6 blanques peó · a5 negres peó · g4 blanques peó · f3 blanques rei · h3 negres alfil · b2 negres rei · c2 blanques peó · e1 negres torre | 5 |
| 4 | f8 blanques torre · h6 blanques peó · a5 negres peó · g4 blanques peó · f3 blanques rei · h3 negres alfil · b2 negres rei · c2 blanques peó · e1 negres torre | f8 blanques torre · h6 blanques peó · a5 negres peó · g4 blanques peó · f3 blanques rei · h3 negres alfil · b2 negres rei · c2 blanques peó · e1 negres torre | f8 blanques torre · h6 blanques peó · a5 negres peó · g4 blanques peó · f3 blanques rei · h3 negres alfil · b2 negres rei · c2 blanques peó · e1 negres torre | f8 blanques torre · h6 blanques peó · a5 negres peó · g4 blanques peó · f3 blanques rei · h3 negres alfil · b2 negres rei · c2 blanques peó · e1 negres torre | f8 blanques torre · h6 blanques peó · a5 negres peó · g4 blanques peó · f3 blanques rei · h3 negres alfil · b2 negres rei · c2 blanques peó · e1 negres torre | f8 blanques torre · h6 blanques peó · a5 negres peó · g4 blanques peó · f3 blanques rei · h3 negres alfil · b2 negres rei · c2 blanques peó · e1 negres torre | f8 blanques torre · h6 blanques peó · a5 negres peó · g4 blanques peó · f3 blanques rei · h3 negres alfil · b2 negres rei · c2 blanques peó · e1 negres torre | f8 blanques torre · h6 blanques peó · a5 negres peó · g4 blanques peó · f3 blanques rei · h3 negres alfil · b2 negres rei · c2 blanques peó · e1 negres torre | 4 |
| 3 | f8 blanques torre · h6 blanques peó · a5 negres peó · g4 blanques peó · f3 blanques rei · h3 negres alfil · b2 negres rei · c2 blanques peó · e1 negres torre | f8 blanques torre · h6 blanques peó · a5 negres peó · g4 blanques peó · f3 blanques rei · h3 negres alfil · b2 negres rei · c2 blanques peó · e1 negres torre | f8 blanques torre · h6 blanques peó · a5 negres peó · g4 blanques peó · f3 blanques rei · h3 negres alfil · b2 negres rei · c2 blanques peó · e1 negres torre | f8 blanques torre · h6 blanques peó · a5 negres peó · g4 blanques peó · f3 blanques rei · h3 negres alfil · b2 negres rei · c2 blanques peó · e1 negres torre | f8 blanques torre · h6 blanques peó · a5 negres peó · g4 blanques peó · f3 blanques rei · h3 negres alfil · b2 negres rei · c2 blanques peó · e1 negres torre | f8 blanques torre · h6 blanques peó · a5 negres peó · g4 blanques peó · f3 blanques rei · h3 negres alfil · b2 negres rei · c2 blanques peó · e1 negres torre | f8 blanques torre · h6 blanques peó · a5 negres peó · g4 blanques peó · f3 blanques rei · h3 negres alfil · b2 negres rei · c2 blanques peó · e1 negres torre | f8 blanques torre · h6 blanques peó · a5 negres peó · g4 blanques peó · f3 blanques rei · h3 negres alfil · b2 negres rei · c2 blanques peó · e1 negres torre | 3 |
| 2 | f8 blanques torre · h6 blanques peó · a5 negres peó · g4 blanques peó · f3 blanques rei · h3 negres alfil · b2 negres rei · c2 blanques peó · e1 negres torre | f8 blanques torre · h6 blanques peó · a5 negres peó · g4 blanques peó · f3 blanques rei · h3 negres alfil · b2 negres rei · c2 blanques peó · e1 negres torre | f8 blanques torre · h6 blanques peó · a5 negres peó · g4 blanques peó · f3 blanques rei · h3 negres alfil · b2 negres rei · c2 blanques peó · e1 negres torre | f8 blanques torre · h6 blanques peó · a5 negres peó · g4 blanques peó · f3 blanques rei · h3 negres alfil · b2 negres rei · c2 blanques peó · e1 negres torre | f8 blanques torre · h6 blanques peó · a5 negres peó · g4 blanques peó · f3 blanques rei · h3 negres alfil · b2 negres rei · c2 blanques peó · e1 negres torre | f8 blanques torre · h6 blanques peó · a5 negres peó · g4 blanques peó · f3 blanques rei · h3 negres alfil · b2 negres rei · c2 blanques peó · e1 negres torre | f8 blanques torre · h6 blanques peó · a5 negres peó · g4 blanques peó · f3 blanques rei · h3 negres alfil · b2 negres rei · c2 blanques peó · e1 negres torre | f8 blanques torre · h6 blanques peó · a5 negres peó · g4 blanques peó · f3 blanques rei · h3 negres alfil · b2 negres rei · c2 blanques peó · e1 negres torre | 2 |
| 1 | f8 blanques torre · h6 blanques peó · a5 negres peó · g4 blanques peó · f3 blanques rei · h3 negres alfil · b2 negres rei · c2 blanques peó · e1 negres torre | f8 blanques torre · h6 blanques peó · a5 negres peó · g4 blanques peó · f3 blanques rei · h3 negres alfil · b2 negres rei · c2 blanques peó · e1 negres torre | f8 blanques torre · h6 blanques peó · a5 negres peó · g4 blanques peó · f3 blanques rei · h3 negres alfil · b2 negres rei · c2 blanques peó · e1 negres torre | f8 blanques torre · h6 blanques peó · a5 negres peó · g4 blanques peó · f3 blanques rei · h3 negres alfil · b2 negres rei · c2 blanques peó · e1 negres torre | f8 blanques torre · h6 blanques peó · a5 negres peó · g4 blanques peó · f3 blanques rei · h3 negres alfil · b2 negres rei · c2 blanques peó · e1 negres torre | f8 blanques torre · h6 blanques peó · a5 negres peó · g4 blanques peó · f3 blanques rei · h3 negres alfil · b2 negres rei · c2 blanques peó · e1 negres torre | f8 blanques torre · h6 blanques peó · a5 negres peó · g4 blanques peó · f3 blanques rei · h3 negres alfil · b2 negres rei · c2 blanques peó · e1 negres torre | f8 blanques torre · h6 blanques peó · a5 negres peó · g4 blanques peó · f3 blanques rei · h3 negres alfil · b2 negres rei · c2 blanques peó · e1 negres torre | 1 |
|   | a | b | c | d | e | f | g | h |   |

Solució:
Una seixantena d'estudis de Matisons varen ser publicats el 1987 al llibre Mattison's Chess Endgame Studies de T.G. Whitworth. (Ed. British Chess Magazine)